# Swintonia
Swintonia  es un género de plantas con 20 especies,  perteneciente a la familia de las anacardiáceas.

## Especies seleccionadas
| - Swintonia acuminata Merr. - Swintonia acuta Engl. - Swintonia elmeri Merr. - Swintonia floribunda Griff. |